# Phetsarath

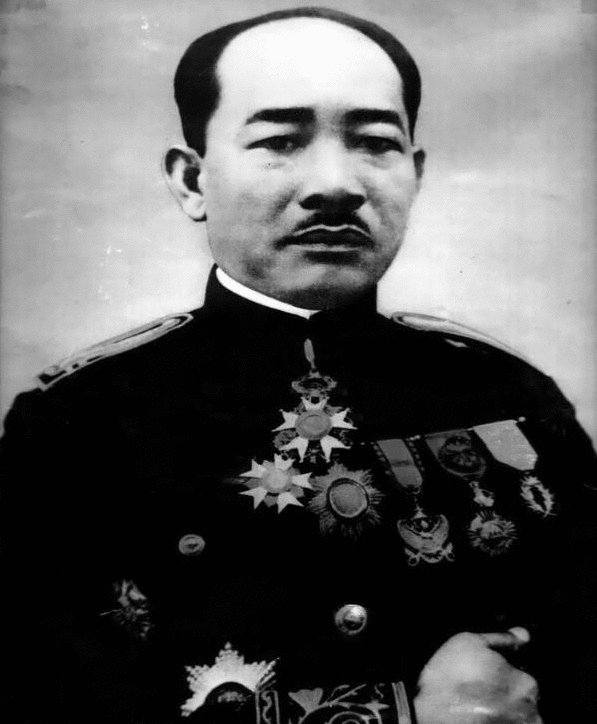
Prinz Phetsarath in den 1940er-Jahren

Prinz Phetsarath Ratanavongsa (laotisch ເຈົ້າເພັດຊະລາດ ລັດຕະນະວົງ [tɕâw pʰētsālâːt lāttánāʋóŋ], vollständiger Titel Tiao Maha Oupahat Phetsarath; * 19. Januar 1890 in Luang Prabang; † 14. Oktober 1959 ebenda) war ein Mitglied des laotischen Königshauses und Politiker. Er war ein Anführer der nationalen Unabhängigkeitsbewegung, von 1942 bis 1945 Premierminister und von 1957 bis zu seinem Tod erster und letzter Uparat („Vizekönig“) des Königreichs Laos.

## Herkunft und Bildung
Phetsarath war der zweite Sohn des Prinzen Bounkhong, dem Uparat des damaligen Königreichs Luang Prabang, das bis 1893 Vasall Siams, anschließend unter französischem Protektorat war. Seine Mutter war Prinzessin Thongsy. Prinz Souvanna Phouma war sein Vollbruder, unter seinen Halbbrüdern waren die Prinzen Souvannarath und Souphanouvong. Er wurde zunächst am Hof in Luang Prabang unterrichtet, ab 1904 besuchte er das Lycée Chasseloup-Laubat in Saigon. Als erstes Mitglied der laotischen Königsfamilie setzte er seine Bildung in Frankreich fort, an der École coloniale, die Spitzenbeamte für den französischen Kolonialdienst ausbildete.

## Dienst in der Kolonialverwaltung und Vizekönig von Luang Prabang

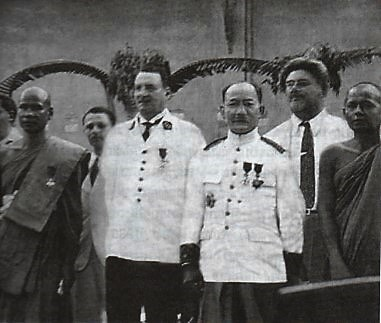
Phetsarath (Mitte, vorn) bei der Eröffnung des Instituts für buddhistische Studien in Vientiane, 1931

Nach seiner Rückkehr 1913 hatte er Positionen in der Verwaltung Französisch-Indochinas und des Protektorats Laos inne. Er wurde 1919 Verwaltungsdirektor von Laos, zeitgleich bis 1930 Mitglied des Regierungsrats von Indochina, von 1932 bis 1937 Mitglied des Wirtschaftsrats. 1923 wurde er außerdem Generalinspekteur der politischen und Verwaltungsangelegenheiten für Laos. Diese Position erlaubte es ihm, zunehmend Lao in den Verwaltungsdienst aufzunehmen und so den Einfluss der Vietnamesen, die innerhalb Indochinas eine dominierende Stellung hatten, zu begrenzen. Er förderte außerdem die traditionelle Kultur und Kunst, was ein zunehmendes Interesse für die laotische nationale Identität, zumindest innerhalb der Elite, auslöste. Seine herausgehobene Stellung in der Kolonialverwaltung machte ihn zum mächtigsten Laoten, noch vor König Sisavang Vong, dem die Franzosen nur eine repräsentative Position zubilligten.
Der Titel Uparat, nach dem Tod seines Vaters 1920 abgeschafft, wurde 1941 für Phetsarath wieder eingeführt. Zu dieser Zeit war die Kolonialmacht infolge der Kapitulation Frankreichs im Zweiten Weltkrieg geschwächt und desorientiert. Die Vichy-Regierung musste den übermächtigen Japanern weitgehende Stationierungs- und Durchmarschrechte in Indochina zubilligen, sodass diese bei formeller Anerkennung der französischen Oberhoheit als faktische Besatzungsmacht auftraten. Die laotischen Nationalisten nutzten diese Schwäche der Franzosen. Der König ernannte 1942 zum ersten Mal eine laotische Regierung mit Prinz Phetsarath als Premierminister. Anders als der damalige Kronprinz und spätere König Savang Vatthana war Phetsarath zur Zusammenarbeit mit den Japanern bereit, die Laos im April 1945 als Marionettenstaat in die Unabhängigkeit entließen.

## Unabhängigkeitsbewegung
Er wurde, neben seinen Brüdern Souvanna Phouma und Souphanouvong, einer der Anführer der nationalen Befreiungsbewegung Lao Issara. Mit dem Rückzug der Japaner übernahmen sie am 27. August 1945 die Regierungsgewalt in Vientiane. Prinz Phetsarath brach mit dem König, der die Rückkehr unter das französische Protektorat zulassen wollte, während die Lao Issara nach der vollständigen Unabhängigkeit und Einheit des Landes strebten. Sie bildeten einen provisorischen „Rat des Volkes“ (khana kammakan ratsadon), riefen am 12. Oktober 1945 die Unabhängigkeit und Einheit von Laos aus und erklärten am 20. Oktober den König für abgesetzt. Nicht nur dieser, sondern auch Fürst Boun Oum von Champasak in Südlaos stellte sich gegen sie und ermöglichte den Franzosen eine Rückkehr. Im Mai 1946 hatten diese wieder ganz Laos unter ihre Kontrolle gebracht. Die Führung der Lao Issara um Prinz Phetsarath floh nach Thailand, wo sie eine Exilregierung unter dem Schutz des dortigen Ministerpräsidenten Pridi Phanomyong bildete.

## Exil, Rückkehr und Tod
Nachdem die Franzosen der Errichtung eines geeinigten Königreichs Laos als selbstständiges Mitglied der Union française erlaubt hatten, kämpfte der radikale Flügel, einschließlich Prinz Souphanouvongs, von Vietnam aus gemeinsam mit den Việt Minh und den Khmer Issarak im Indochinakrieg gegen die Franzosen und auch die königlich-laotische Regierung. Aus ihnen entwickelte sich die pro-kommunistische Bewegung Pathet Lao. Gemäßigte Vertreter der Lao Issara, wie Prinz Souvanna Phouma, suchten dagegen die Versöhnung mit dem König, distanzierten sich von Phetsarath und kehrten 1949 nach Laos zurück. Phetsarath blieb im Exil in Bangkok und stand zwischen allen Stühlen. Eine Einladung Souphanouvongs und Hồ Chí Minhs, Oberhaupt einer neuen Gegenregierung der Pathet Lao mit Unterstützung Nordvietnams zu werden, lehnte er 1951 ab, möglicherweise aufgrund seiner langgehegten Abneigung gegen die Vietnamesen.
Im Königreich Laos hatte er seine Titel verloren. Eine Aussöhnung mit dem König, den er versucht hatte zu stürzen, war nicht denkbar. Als ihm der Außenminister Phoui Sananikone nach der Genfer Indochinakonferenz 1954 anbot, nach Laos zurückzukehren, bestand er darauf, all seine Titel und Positionen von 1945 zurückzuerhalten sowie zum Premierminister auf Lebenszeit ernannt zu werden. Diese Forderung war angesichts des inzwischen errichteten parlamentarischen Systems unerfüllbar. In der instabilen Situation nach der Niederlage der Franzosen im Indochinakrieg war Phetsarath mutmaßlich Hintermann eines gescheiterten Umsturzversuchs von Offiziersschülern im Mai und des Attentats auf den Verteidigungsminister Kou Voravong im September. Wahrscheinlich hatte er dabei thailändische Unterstützung.
Im Rahmen der Aussöhnung von Royalisten und Pathet Lao nach Ende des Indochinakriegs und den Gesprächen, die zu einer Allparteienkoalition unter seinem Bruder Souvanna Phouma führten, konnte Phetsarath im März 1957 schließlich nach Laos zurückkehren. Er bekam auch seinen Titel als Uparat wieder. In dieser Funktion reiste er durch das Land und sprach sich für nationale Einheit aus. Politisch spielte er jedoch keine Rolle mehr. Er starb am 14. Oktober 1959, genau zwei Wochen vor König Sisavang Vong.

## Nachwirkung

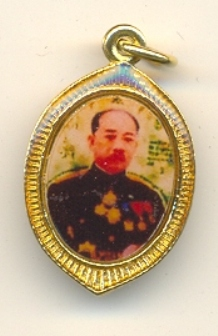
Amulett mit Bild von Prinz Phetsarath

Von westlichen Autoren wird Prinz Phetsarath oftmals als „Vater des laotischen Nationalismus“ oder „die Schlüsselfigur in der Entwicklung des laotischen Nationalismus“ bezeichnet. Sie betonen seine herausgehobene Rolle zuerst bei der Modernisierung der Verwaltung von Laos als Kolonie und dann im antikolonialen Befreiungskampf. In der Geschichtsschreibung der Demokratischen Volksrepublik Laos spielt er dagegen nur eine untergeordnete Rolle. In ihr wird Phetsaraths Halbbruder, das Oberhaupt der Pathet Lao und spätere Staatspräsident der DVR, Prinz Souphanouvong ab 1945 als einziger Führer der nationalen Freiheitsbewegung des laotischen Volkes genannt. Jedoch wird Phetsaraths Rolle als Patriot positiv bewertet, gegenüber dem pro-französischen König Sisavang Vong oder dem „Reaktionär“ Katay Don Sasorith. Anerkannt wird außerdem sein Verdienst um die laotische Sprache und Kultur, das zur Herausbildung der laotischen nationalen Identität beigetragen hat.
Große Popularität hat Prinz Phetsarath im Volksglauben mancher Laoten. Sie schreiben ihm übernatürliche Fähigkeiten zu. Beispielsweise soll er sich unsichtbar gemacht und in Tiere verwandelt haben. Aus diesem Grunde sind Amulette mit dem Bild Phetsaraths als Glücksbringer verbreitet.